# Matthijs Verhallen
Matthijs Verhallen ('s-Hertogenbosch, 5 februari 2004) is een Nederlands basketballer. Hij speelt als shooting guard voor Den Helder SUNS in de BNXT League, de hoogste basketbalcompetitie van Nederland en België. Verhallen combineert zijn sportcarrière met het leven met een chronische darmziekte, colitis ulcerosa.

## Carrière
Verhallen begon met basketballen bij BV Springfield in Berlicum en kwam daarna uit voor de jeugdopleiding van Heroes Den Bosch. Vervolgens speelde hij bij de Orange Lions Academy.
Hij tekende in 2023 een profcontract bij Den Helder SUNS, waarmee hij debuteerde in de BNXT League. In het seizoen 2024-2025 werd hij uitgeroepen tot Dutch Rising Star of the Year.

## Nationale teams
In 2022 speelde Verhallen voor Nederland U18 op het Europees kampioenschap (Divisie B). In 2024 maakte hij deel uit van het team voor het FIBA U20 European Championship.

## Overige internationale ervaring
Verhallen nam in 2022 deel aan de NBA Academy Games in Atlanta en speelde in de EYBL namens de Orange Lions Academy. In 2021 won hij de dunk contest bij Get Better Academy in Tsjechië.

## Persoonlijk
Verhallen leeft met colitis ulcerosa, een inflammatoire darmziekte (IBD). Als topsporter met IBD is hij voor jonge sporters en andere chronisch zieken een inspiratiebron.